# Horatio Wright

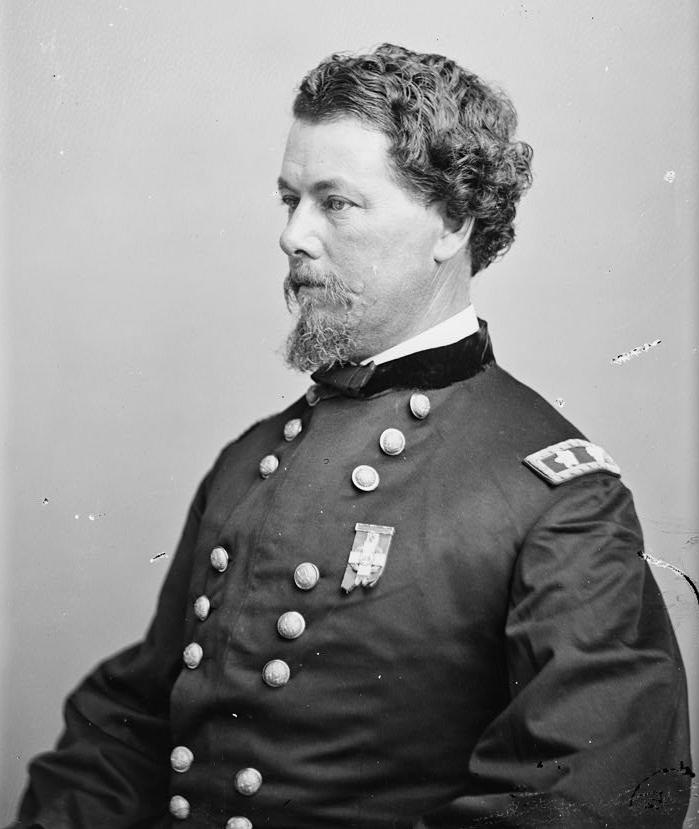
Horatio G. Wright

Horatio Gouverneur Wright (* 6. März 1820 in Clinton; † 2. Juli 1899 in Washington, D.C.) war während des Bürgerkrieges als Generalmajor Kommandeur des VI. Armeekorps und von 1879 bis 1884 Chief of Engineers der United States Army.

## Leben
Horatio Wright wurde 1820 als zweiter von drei Söhnen von Edward und Nancy Wright in Clinton, Connecticut geboren. Er schloss sein Studium an der Norwich University (USMA) 1837 ab und absolvierte als Zweitbester in seiner Klasse bis 1841 die West Point-Militärakademie. Nach seinem Abschluss diente er ab 1842 als Leutnant für zwei Jahre als Assistent beim Professor für Ingenieurskunde in West Point.
Wright lernte am 11. August 1842 Louisa Marcella Bradford aus Culpeper kennen und heiratete sie bald darauf. Louisa war die Tochter von Samuel K. Bradford und Emily Slaughter. Die Slaughter-Familie war eine große und einflussreiche Familie in der Region Culpeper, und sein Schwiegervater Samuel war ein angesehener Landwirt. Viele Mitglieder der Slaughter-Familie leisteten während des Bürgerkriegs auf seither der CSA ihren Wehrdienst. Horatio und Louisa zogen 1856 nach Washington, wo sie bis zu ihrem Tod lebten. Die Ehe wurden mit 3 Kindern gesegnet.
1848 wurde er zum Oberleutnant und 1855 zum Hauptmann ernannt. In den Jahren 1846 bis 1856 diente er nacheinander als Kommandant in Forts Taylor und Fort Jefferson. Als Assistent des Chief of Engineer der Armee war er von 1856 bis 1861 beauftragt, die Transportmöglichkeiten für Küstengeschütze und die Tauglichkeit der 15-Zoll-Granaten für die Geschütze zu verbessern und zu erproben.
Während des Bürgerkriegs diente er zunächst als Chefingenieur der 3. Division unter General Samuel Heintzelman in der Schlacht von Bull Run. Am 16. September 1861 wurde er zum Brigadegeneral und befehligte eine Brigade in der Port Royal-Expedition. Im Februar 1862 befand er sich bei der Expedition, die gegen Fernandina (Florida) gerichtet war und führte im Juni 1862 eine Abteilung beim Angriff auf Secessionville (South Carolina). Danach wurde er vom Kriegsministerium beauftragt, das Department of Ohio mit Sitz in Cincinnati zu befehligen. Obwohl er dafür im Juli 1862 zum Generalmajor ernannt wurde, widerrief der Senat diese zu früh erfolgte Beförderung.
Im Frühjahr 1863 befehligte er dann eine Division des VI. Korps der Potomac-Armee und nahm  an den Kämpfen bei Gettysburg, Rappahannock Station und Mine Run teil. Während der Schlacht von Brandy Station (9. Juni 1863) nutzte der gegnerische Befehlshaber Jubal Early das Haus 'Afton' der Familie Bradford, das 1841 von Louisas Vater erbaut wurde, als sein Hauptquartier. Nach der Schlacht in der Wilderness (6. Mai 1864) übernahm er das Kommando des VI. Korps, weil General Sedgwick während der Schlacht bei Spotsylvania  gefallen war.
Am 12. Mai 1864 wurde er zum Generalmajor befördert und führte seine Truppen in der Schlacht von Cold Harbor und am Beginn der Petersburger Kampagne. Im Juli 1864 wurde sein Korps den Truppen von Generalmajor Philip H. Sheridan unterstellt, um die Verteidigung der Hauptstadt Washington zu garantieren. Wright wurde im Krieg zweimal verwundet, zuerst in der Schlacht von Spotsylvania und dann erneut in der Schlacht von Cedar Creek (19. Oktober). Bis Dezember 1864 stand er im Einsatz im Shenandoahtal und dann kehrte er an den Hauptkriegsschauplatz zurück. Seine Truppen nahmen 1865 an der Belagerung von Petersburg teil und nahmen bei Kriegsende die Verfolgung der geschlagenen Armee unter General Lee nach Appomattox auf.
Nach dem Bürgerkrieg fungierte Wright von März 1865 bis 1866 als Militärgouverneur von Texas. Während der folgenden Karriere übernahm er zahlreiche militärtechnische Aufgaben. Er war Mitglied des Board of Engineers for Fortifications und Planer zahlreicher Fluss- und Hafen-Regulierungen. Seine Ingenieure bauten ein Reservoir-System am Oberlauf des Mississippi River und leiteten die ersten umfangreichen Arbeiten an der Regulierung am Unterlauf des Flusses ein. Am 30. Juni 1879 wurde er zum Chef der Engineers of Army ernannt. Er schloss 1884 den Bau des Washington Monument ab, dessen Arbeiten während des Krieges unterbrochen worden waren. General Wright zog sich am Tag seines 64. Geburtstages, aufgrund seines Alters am 6. März 1884 aus der Armee zurück. Er starb am 2. Juli 1899 in Washington, DC. und wurde auf dem Arlington National Cemetery begraben. Der Obelisk, der sein Grab markiert, wurde von Überlebenden des VI. Armeekorps, der Potomac-Armee, errichtet, das er bis zum Ende des Krieges befehligt hatte. Seine Frau Louisa starb ein Jahr später und ist neben ihm auf dem Arlington National Cemetery begraben.